# کاستردسا
کاستردسا (به اسپانیایی: Castrodeza) یک شهرستان در اسپانیا است که در استان وایادولید واقع شده‌است.